# Tvåbyggare
Tvåbyggare eller dioik (från grekiska διοικία, av δύο ”två” och οίκοι ”hus”) innebär inom botaniken att en växt med enkönade blommor har skilda han- och honplantor. En växt som har enkönade blommor, men där dessa sitter på samma individ, kallas  sambyggare eller monoik. Tvåbyggare och sambyggare, det vill säga växter med enbart enkönade blommor, kan sammanfattas under beteckningen diklina. (Växter som är sambyggare eller har hermafroditiska blommor kallas samkönade.)
Enkönade blommor har uppstått ur tvåkönade, som är den äldre formen. Tvåbyggare kan aldrig självpollineras. Ungefär 5 % av alla landväxter är tvåbyggare. Tvåbyggare finns i tre fjärdedelar av alla familjer och har uppstått oberoende många gånger.
Exempel på växter som är tvåbyggare är hampa, rödblära, humle (vanligtvis), vide och ricin.
Termen tvåbyggare används också om fröväxter med hanliga och honliga individer som tillhör de nakenfröiga växterna (och därigenom saknar ”blommor”). Detta gäller barrväxter som en och idegran, samt ginkgo, kottepalmer och efedror. Termen används också i relevanta fall för bladmossor (exempelvis stor björnmossa) och levermossor.

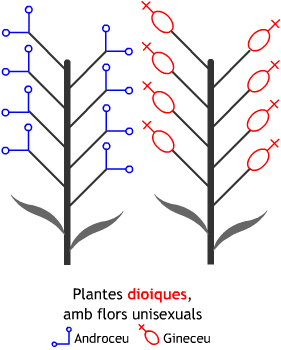
Principen för dioik växt.
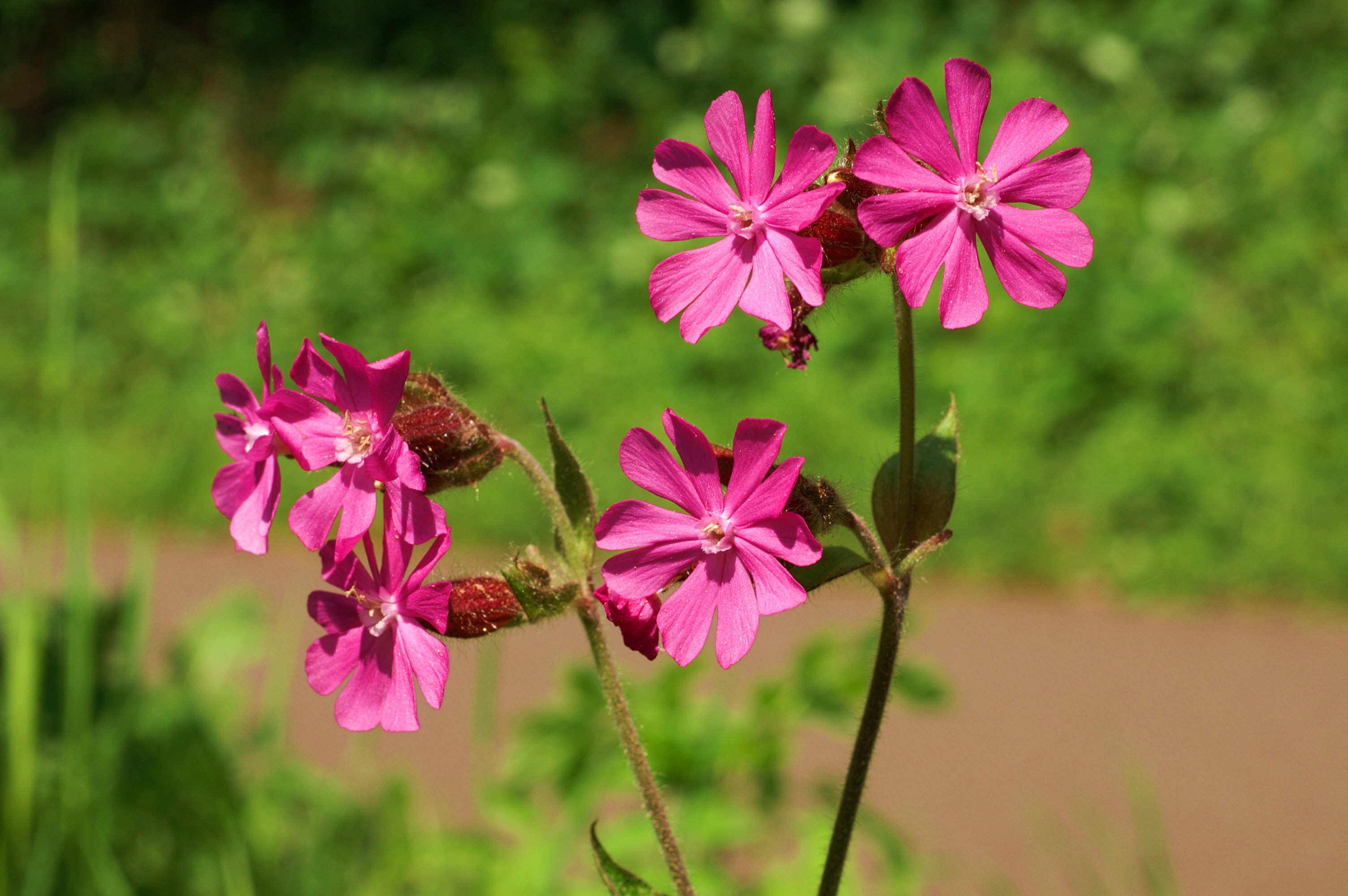
rödblära, hanlig individ med bara ståndare i blommorna.
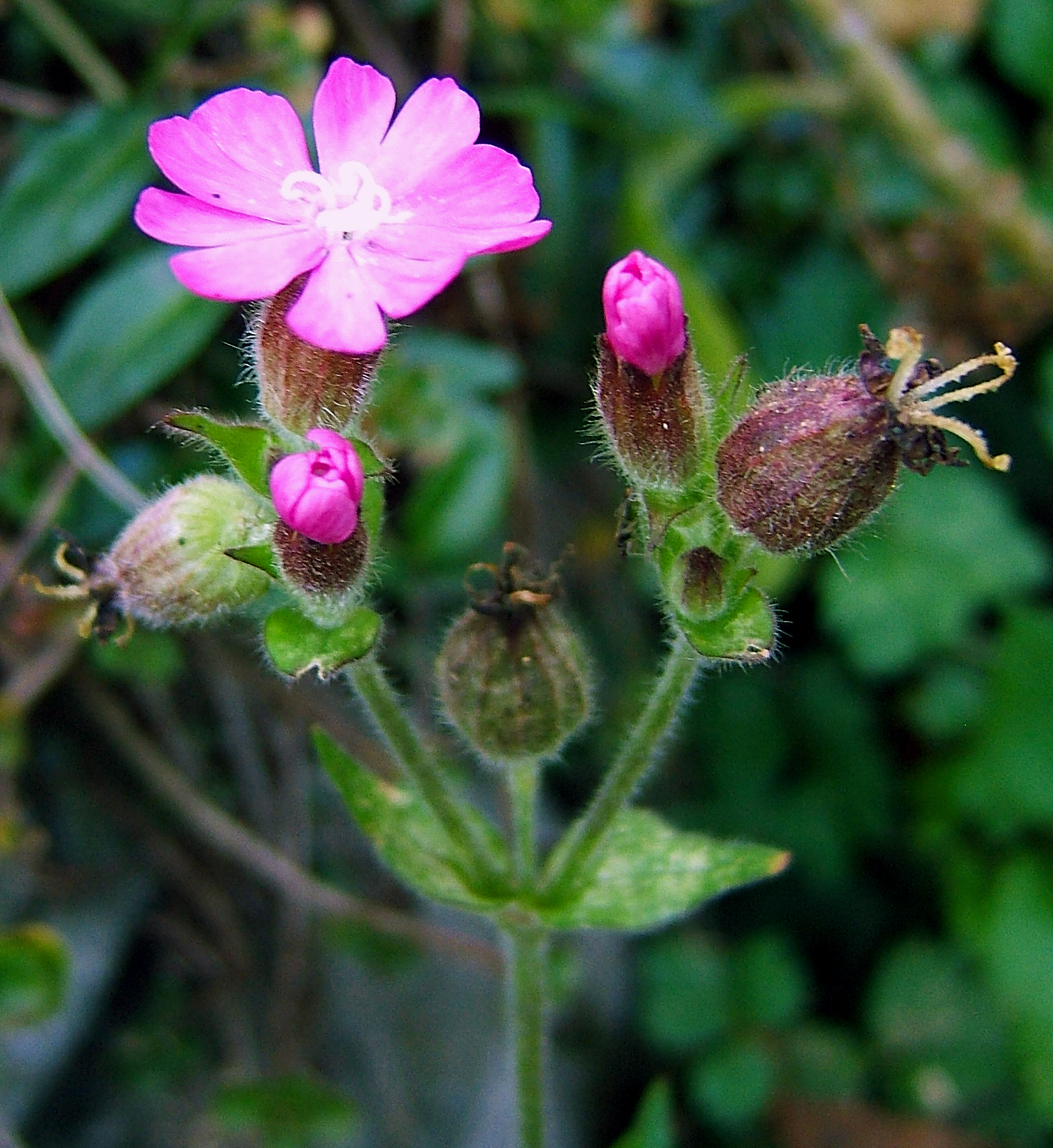
rödblära, honlig individ med bara pistillbärande blommor.

## Fotnoter
1. ↑  Hos blomväxter innebär detta blommor med antingen bara ståndare eller bara pistiller. Blommor med både han- och honorgan kallas tvåkönade eller hermafroditiska.
2. ↑  Tvåbyggare i Nationalencyklopedin.
3. ↑  Sambyggare i Nationalencyklopedin.
4. ↑  Dikliner i Nordisk Familjebok, Uggleupplagan, del 6 (1907) spalt 414-415.
5. ↑  Växter, könsbestämning i Nationalencyklopedin.
6. ↑  Botanik. Systematik Evolution Mångfald. Marie Widén Björn Widén (red) ISBN 978-91-44-04304-3
7. ↑  Strese, Else-Marie; Tollin, Clas (2015). Humle: det gröna guldet. Stockholm: Nordiska museet. Libris 18184346. ISBN 9789171085740. Arkiverad från originalet den 5 mars 2016. https://web.archive.org/web/20160305192905/http://www.nordiskamuseet.se/om-museet/forlaget/humle-det-grona-guldet. Läst 7 september 2015 Arkiverad 5 mars 2016 hämtat från the Wayback Machine.